# Villarejo de Órbigo
Villarejo de Órbigo és un municipi de la província de Lleó, a la comunitat autònoma de Castella i Lleó.

## Demografia
| 1991 | 1996 | 2001 | 2004 |
| ---- | ---- | ---- | ---- |
| 3654 | 3616 | 3412 | 3290 |